# بورتون إدوارد ليفينغستون
بورتون إدوارد ليفينغستون (بالإنجليزية: Burton Edward Livingston)‏ هو عالم وظائف الأعضاء أمريكي، ولد في 1875 في غراند رابيدز في الولايات المتحدة، وتوفي في 1948.